# Liurana
Liurana es un género de anfibios anuros de la familia Ceratobatrachidae. Son endémicos de la zona comprendida en el sur de China, el noreste de la India y el norte de Birmania.

## Especies
Se reconocen las especies siguientes según ASW:
- Liurana alpina Huang & Ye, 1997
- Liurana medogensis Fei, Ye, & Huang, 1997
- Liurana namchabarwa Yu, Lin, Wang, Jiang & Xie, 2024[2]
- Liurana xizangensis (Hu, 1977)